# Telmatoscopus collarti
Telmatoscopus collarti är en tvåvingeart som först beskrevs av Vaillant 1972.  Telmatoscopus collarti ingår i släktet Telmatoscopus och familjen fjärilsmyggor. Inga underarter finns listade i Catalogue of Life.